# ONEFA 2008
La Liga Mayor de la ONEFA 2008 fue la septuagésima octava temporada de la máxima competencia de Fútbol Americano en México y la 30.ª administrada por la Organización Nacional Estudiantil de Fútbol Americano. En esta temporada, la Liga Mayor estuvo compuesta por 3 conferencias; la Conferencia de los 6 Grandes, la Conferencia del Centro y la Conferencia Nacional, esta última dividida en dos grupos. La competencia fue nombrada Temporada en favor de la Donación de Órganos.

## Cambios en las Reglas de Juego
A partir del 2008, la Liga Mayor de la ONEFA tomó las siguientes correcciones a las reglas en correspondencia a lo efectuado por la NCAA para esta misma temporada, las cuales se resumen en lo anterior:
- Prohibido grabar las señales de los oponentes.
- Se instituye el reloj de juego de 40/25 segundos: todos los estadios deberán tener un reloj de jugada visible en cada extremo del campo. El reloj de 15 segundos ya no es reglamentario.
- Redefinido el chop block: Un bloqueo de chop block es la combinación de un bloqueo arriba/abajo o abajo/arriba por cualquiera de dos jugadores contra un adversario (excepto el corredor) en cualquier lugar sobre el campo, con o sin retraso entre los contactos; el componente de "Nivel más bajo" está en el muslo del adversario o debajo de él.
- En un silbatazo inadvertido, ya no hay ajuste del reloj.
- El reloj de juego se echa andar cuando la pelota se pone lista para la jugada.
- La patada que sale fuera del campo: opción centrar de la línea de la yarda 40.
- Bajo ciertas condiciones, el tackleo del cuello está prohibido.
- El faul de 5 yardas por tocar la máscara queda eliminado: si jala de la máscara, son 15 yardas.
- La regla de contacto y golpear con el casco a un oponente redefinida: no puede golpear a una oponente indefenso o/y por la parte superior de la cabeza (corona).
- La advertencia en la línea de banda cambió a faul por interferencia en la línea de banda.

## Cambios en el sistema de competencia
Para esta temporada se creó una tercera conferencia: la CONCEN, o Conferencia del Centro. La antigua Conferencia de los 12 Grandes, estuvo integrada únicamente por seis equipos, sin cambiar su nombre. La Conferencia Nacional también tuvo variaciones: las Águilas de la Universidad Autónoma de Chihuahua descendieron a la Conferencia Nacional. Los Pumas Acatlán y los Burros Blancos ascendieron y ambos participaron en la Conferencia del Centro.
- Conferencia de los 6 Grandes: Round Robin de dos rondas. Todos los equipos se enfrentaron entre sí dos veces, uno como local y otro como visitante. Al final de temporada regular, los 4 equipos mejor sembrados se enfrentaron entre sí en semifinales, el 1.º vs 4.º y 2.º vs 3.º en casa de los mejor clasificados. La final fue entre los ganadores de las semifinales en la casa del mejor posicionado en temporada regular.

- Conferencia del Centro: Round Robin de una ronda. Todos los equipos contra todos, y contra un equipo dos veces, uno de local y otro de visitante. Al final de temporada regular, los 4 equipos mejor sembrados se enfrentaron entre sí en semifinales, el 1.º vs 4.º y 2.º vs 3.º, en casa de los mejor clasificados. La final fue entre los ganadores de las semifinales en la casa del mejor posicionado en temporada regular.

- Conferencia Nacional: Cada grupo tendrá un Round Robin de una ronda contra los equipos de su grupo y contra dos equipos del otro grupo. Al final de temporada regular, los 8 equipos mejor sembrados se enfrentaron entre sí en cuartos de final, el 1.º vs 8.º.; 2.º vs 7.º.; 3.º vs 6.º y 4.º vs 5.º., en casa de los mejor clasificados. La semifinal se jugará entre los ganadores en casa de los mejor clasificados. La final fue entre los ganadores de las semifinales en la casa del mejor posicionado en temporada regular.

## Controversias y la división de la liga
Algunas universidades públicas, principalmente la UNAM y el IPN, expresaron su inconformidad antes del inicio de la temporada, debido a la falta de paridad de fuerzas que existía entre las universidades públicas y las universidades privadas dentro de la Liga Mayor, disminuyendo la competitividad de la Liga Mayor (desde 1993 los campeonatos fueron ganados únicamente por 3 universidades privadas, ITESM C. Monterrey, ITESM C. Edo. de México y la UDLA). Las universidades públicas alegaban que, principalmente, la razón de esto, de acuerdo a las instituciones inconformadas, eran más becas de las permitidas que universidades privadas ofrecen a los jugadores de alta calidad de las universidades públicas, el robo de jugadores de equipos semilleros, tryous fuera de su campus todas estas infracciones directas al reglamento de la ONEFA. Con la intención de nivelar fuerzas fueron expulsados 6 equipos de la conferencia de los 12 grandes para formar lo que después sería la liga CONADEIP.
En la Conferencia del Centro, se suspendieron y recalendarizaron algunos juegos debido a brotes de violencia entre los fanáticos de los equipos de Pumas CU y Águilas Blancas. Esto implicó que el calendario original no se respetara y algunos equipos tuvieron que buscar otros estadios para jugar en plena temporada, ya que por los disturbios la UNAM decidió suspender la renta de sus instalaciones.
En la Conferencia Nacional, durante los playoffs, los Leones de la UMM y los Lobos UAdeC en protesta por no ser locales cuando los números los favorecían, decidieron no participar en semifinales, alengando parcialidad de la liga en favor de Potros Salvajes de la UAEM, quienes jugarían en casa la semifinal cuando estaban clasificados en el cuarto lugar. Como consecuencia, Águilas UACH y Potros Salvajes jugaron la final de la conferencia sin haber jugado semifinales.

## Cronología

### Enero
- Pedro Morales, entrenador de los Auténticos Tigres de la UANL participó en las clínicas de la American Football Coaches Association (AFCA) en California, junto con todos los entrenadores de la NCAA.
- Rubén Borbolla fue nombrado entrenador de Pumas Acatlán.
- Palermo Sharks contrata a Félix Buendía Mata, de Pumas CU.
- El entrenador Roberto “Chincho” Pérez es destituido como entrenador de los Leones de la UMM.
- El entrenador Arturo Alonso es cesado de su cargo en Pumas CU y Raúl Rivera es nombrado el nuevo primer entrenador.
- Erick Salas de la UANL y Gilberto Marín del ITESM Toluca son contratados por Badalona Dracs.
- Hector Palacios y Daniel Vélez del ITESM Toluca son contratados por Valencia Giants.

### Febrero
- Durante el congreso ordinario de la ONEFA, la Liga Mayor se divide y se crea la Conferencia Centro. Los cuatro campus del ITESM, Aztecas de la UDLA y los Auténticos Tigres se quedan en los 12 Grandes, mientras la Conferencia Nacional se mantiene igual.
- La Hermandad Puma hace llamado al Rector de la UNAM, mostrando su desacuerdo por la creación de la Conferencia Centro y la participación de los Pumas CU en ella.
- Mejor novato del año Luis Villamar Corona

### Marzo
- Termina el ciclo de Adolfo Jamal como entrenador en jefe de Borregos Salvajes Toluca
- Renuncia Alfredo Trejo a presidencia de ONEFA en medio de críticas por la división de la Liga.

### Abril
- Carlos Rosado es nombrado nuevo presidente de ONEFA
- Juan Carlos Maya es elegido nuevo primer entrenador de Borregos Salvajes Toluca
- Segundo Training Camp Internacional de la NFL en México.

### Mayo
- Los representantes de la Conferencia de los Seis Grandes y del Centro de la ONEFA deciden continuar con la división de la Liga. Se acuerda que en 2011 se vuelvan a unir las conferencias.

### Julio
- Edmundo Reyes es contratado para el personal de coucheo de Linces UVM

### Agosto
- Los Borregos Salvajes del CEM vencen por 34-14 al Team USA semiprofesional, en partido de pretemporada.
- Los Pumas CU pierden ante los Crusaders de la Universidad de Mary Hardin-Baylor por 41-35, en partido de pretemporada.
- Los Borregos Salvajes del Tecnológico apalean 66-8 a la selección semiprofesional de Texas All-Star en partido de pretemporada.

### Septiembre
- Inicia la temporada 2008 de la ONEFA en medio de críticas por la división de la Liga.
- El Clásico entre Pumas CU y Águilas Blancas es cancelado debido a una pelea entre un grupo de aficionados.
- Se re-calendarizan los juegos entre equipos de la UNAM y el Politécnico, en su mayoría para ser efectuados fuera de la Ciudad de México.
- PEMEX remodela el campo de fútbol americano de los Correcaminos de la Universidad Autónoma de Tamaulipas.

### Octubre
- La liga Mayor de la ONEFA regresa a la televisión abierta de la Ciudad de México, después de varios años de transmitirse solo por televisión de paga.
- Muere el Dr. Procoro Ramos, legendario jugador de los Pumas CU y miembro de la selección ideal de 1952.
- En un partido estadísticamente histórico, Pumas CU aplasta 101-0 a Pumas Acatlán, en la semana siete de la Conferencia del Centro.
- Fallece Gabriel Leal, exjugador de los Cóndores de la UNAM y de L'Hospitalet Pioners de España. La temporada 2008 de la ONEFA fue dedicada al trasplante de órganos, en memoria de Gabriel Leal. En todos los partidos se guarda un minuto de silencio.

### Noviembre
- En otro problema de organización y reglas, la ONEFA favorece a ciertos equipo con el calendario de la postemporada en la Conferencia Nacional.
- Los equipos de Lobos de la Autónoma de Coahuila y los Leones de la UMM amenazan a no asistir a los juegos de playoffs de la Conferencia Nacional.
- Los Potros de la UAEM y las Águilas de la UACH son los finalistas de la Conferencia Nacional, después que Lobos de la UAC y Leones de la UMM no se presentaron en sus juegos de semifinales, siendo descalificados de acuerdo a los reglamentos de la ONEFA.
- Águilas de la Universidad Autónoma de Chihuahua se coronó en la Conferencia Nacional al vencer a los Potros de la UAEM por 28-9. Los Potros jugaron su primera final en la historia.
- En la Ciudad de México se inaugura el estadio de fútbol americano "Jacinto Licea Mendoza", en homenaje al entrenador del equipo Águilas Blancas del Instituto Politécnico Nacional.
- Borregos Salvajes del Tecnológico de Monterrey consiguen el pentacampeonato de los 12 Grandes, al vencer 41-28 a Auténticos Tigres en la final disputada en el Estadio Tecnológico.
- Pumas CU se coronaron por 17-0 ante las Águilas Blancas del IPN en la final de la Conferencia del Centro, en partido jugado en el Estadio Olímpico Universitario.
- Enrique Borda presenta su renuncia como primer entrenador de Borregos Salvajes CEM

### Diciembre
- Se confirma un año más de sequía para el "Clásico Poli-Universidad": las autoridades del IPN y la UNAM lo cancelan por 6.º año consecutivo.
- Se entregan los premios NFL Gatorade a los mejores jugadores de la temporada 2008. A la ceremonia asistió el legendario Joe Montana.
- Después de la mala temporada que tuvieron los Pumas Acatlán, las autoridades de la UNAM despiden al entrenador Rubén Borbolla.
- La 57 legislatura del Estado de Coahuila envía un comunicado a la ONEFA y a la UNAM exhortando para que se reintegre la Liga
- La prensa especializada publica el ranking final de la temporada de Liga Mayor 2008.
- Luis Villamar Conecta 21 puntos para victoria de IPN contra unos PUMAS sin escapatoria

## Resultados de partidos

### Temporada regular
Partidos de       Conferencia de los 6 Grandes;       Conferencia del Centro;       Conferencia Nacional.

### Postemporada
Conferencia de los 6 Grandes
|  | Semifinales                 | Semifinales |                        |                             | Final | Final |  |
|  |                             |             |                        |                             |       |       |  |
|  |                             |             |                        |                             |       |       |  |
|  | Borregos Salvajes ITESM Mty | 49          |                        |                             |       |       |  |
|  | Borregos Salvajes ITESM Mty | 49          |                        |                             |       |       |  |
|  | Aztecas UDLAP               | 12          |                        |                             |       |       |  |
|  | Aztecas UDLAP               | 12          |                        | Borregos Salvajes ITESM Mty | 41    |       |  |
|  |                             |             |                        | Borregos Salvajes ITESM Mty | 41    |       |  |
|  |                             |             | Auténticos Tigres UANL | 28                          |       |       |  |
|  | Borregos Salvajes ITESM CEM | 28          | Auténticos Tigres UANL | 28                          |       |       |  |
|  | Borregos Salvajes ITESM CEM | 28          |                        |                             |       |       |  |
|  | Auténticos Tigres UANL      | 35*         |                        |                             |       |       |  |
|  | Auténticos Tigres UANL      | 35*         |                        |                             |       |       |  |
|  |                             |             |                        |                             |       |       |  |

* En tiempo extra

Conferencia del Centro
|  | Semifinales         | Semifinales |                     |               | Final | Final |  |
|  |                     |             |                     |               |       |       |  |
|  |                     |             |                     |               |       |       |  |
|  | Pumas CU UNAM       | 28          |                     |               |       |       |  |
|  | Pumas CU UNAM       | 28          |                     |               |       |       |  |
|  | Frailes UT          | 0           |                     |               |       |       |  |
|  | Frailes UT          | 0           |                     | Pumas CU UNAM | 17    |       |  |
|  |                     |             |                     | Pumas CU UNAM | 17    |       |  |
|  |                     |             | Águilas Blancas IPN | 0             |       |       |  |
|  | Águilas Blancas IPN | 30          | Águilas Blancas IPN | 0             |       |       |  |
|  | Águilas Blancas IPN | 30          |                     |               |       |       |  |
|  | Linces UVM          | 13          |                     |               |       |       |  |
|  | Linces UVM          | 13          |                     |               |       |       |  |
|  |                     |             |                     |               |       |       |  |

Conferencia Nacional
|  | Cuartos de final   | Cuartos de final |                      |                 | Semifinales | Semifinales |  |              | Final | Final |  |
|  |                    |                  |                      |                 |             |             |  |              |       |       |  |
|  |                    |                  |                      |                 |             |             |  |              |       |       |  |
|  | Leones UMM         | 17               |                      |                 |             |             |  |              |       |       |  |
|  | Leones UMM         | 17               |                      |                 |             |             |  |              |       |       |  |
|  | Zorros             | 0                |                      |                 |             |             |  |              |       |       |  |
|  | Zorros             | 0                |                      | Potros Salvajes | 1(F)*       |             |  |              |       |       |  |
|  |                    |                  |                      | Potros Salvajes | 1(F)*       |             |  |              |       |       |  |
|  |                    |                  | Leones UMM           | 0               |             |             |  |              |       |       |  |
|  | Potros Salvajes    | 20               | Leones UMM           | 0               |             |             |  |              |       |       |  |
|  | Potros Salvajes    | 20               |                      |                 |             |             |  |              |       |       |  |
|  | Linces Guadalajara | 3                |                      |                 |             |             |  |              |       |       |  |
|  | Linces Guadalajara | 3                |                      |                 |             |             |  | Águilas UACH | 28    |       |  |
|  |                    |                  |                      |                 |             |             |  | Águilas UACH | 28    |       |  |
|  |                    |                  | Potros Salvajes UAEM | 9               |             |             |  |              |       |       |  |
|  | Halcones           | 13               | Potros Salvajes UAEM | 9               |             |             |  |              |       |       |  |
|  | Halcones           | 13               |                      |                 |             |             |  |              |       |       |  |
|  | Lobos              | 40               |                      |                 |             |             |  |              |       |       |  |
|  | Lobos              | 40               |                      | Águilas         | 1(F)*       |             |  |              |       |       |  |
|  |                    |                  |                      | Águilas         | 1(F)*       |             |  |              |       |       |  |
|  |                    |                  | Lobos                | 0               |             |             |  |              |       |       |  |
|  | Águilas            | 38               | Lobos                | 0               |             |             |  |              |       |       |  |
|  | Águilas            | 38               |                      |                 |             |             |  |              |       |       |  |
|  | Linces Torreón     | 3                |                      |                 |             |             |  |              |       |       |  |
|  | Linces Torreón     | 3                |                      |                 |             |             |  |              |       |       |  |
|  |                    |                  |                      |                 |             |             |  |              |       |       |  |

* Victorias por Default

## Ranking Final
En diciembre se dio a conocer el Ranking Nacional de la Liga Mayor 2008, que se realiza mediante un algoritmo computarizado que toma en cuenta los votos de la prensa especializada, posición de cada equipo en su respectiva conferencia, dificultad en el calendario de juegos, calidad de las victorias y magnitud de las derrotas.
      Conferencia de los 6 Grandes;       Conferencia del Centro;       Conferencia Nacional.

## Premios NFL Gatorade 2008
Conferencia de los seis Grandes
- Mejor jugador ofensivo: Juan Carlos Valerio Gurrea WR n.º 7 Borregos Salvajes Toluca
- Mejor jugador defensivo: José Arnulfo Molina Elizondo LB No.47 Borregos Salvajes Monterrey
- Novato del año: Roberto Isaías Vega Arroyo QB n.º 12 Auténticos Tigres UANL
- Jugador más valioso: Gilberto Edmundo Escobedo Castrellón QB n.º 10 Borregos Salvajes Monterrey
- Mejor entrenador: Frank González Ortiz Borregos Salvajes Monterrey

Conferencia del Centro
- Mejor jugador ofensivo: Néstor Mosqueda Romo RB n.º 4 Pumas CU
- Mejor jugador defensivo: Fernando Ramírez Paredes CB No.21 Linces UVM Lomas Verdes
- Novato del año: Rodrigo Ríos Martínez RB n.º 2 Burros Blancos
- Jugador más valioso: Francisco Javier Alonso Gómez QB n.º 18 Pumas CU
- Mejor entrenador: Raúl Rivera Sánchez Pumas CU

Conferencia Nacional
- Mejor jugador ofensivo: Paúl Iván Beltrán Díaz QB n.º 7 Águilas UACH
- Mejor jugador defensivo: Ricardo García Bermúdez LB n.º 5 Potros Salvajes UAEM
- Novato del año: Luis David Sosa León HB n.º 23 Leones UA Cancún
- Jugador más valioso: Paúl Iván Beltrán Díaz QB n.º 7 Águilas UACH
- Mejor entrenador: Carlos Altamirano Chávez Águilas UACH

Premio de la Asociación de Cronistas de Fútbol Americano
- Luis David Sosa León HB n.º 23 Leones UA Cancún

### Trofeo Mario Villamar 2008
- Gilberto Edmundo Escobedo Castrellón QB n.º 10 Borregos Salvajes Monterrey